# Ao no Miburo
Ao no Miburo (青のミブロ?) es una serie de manga japonesa escrita e ilustrada por Tsuyoshi Yasuda. Se ha serializado en la revista de manga shōnen de Kodansha, Shōnen Magazine Comics desde octubre de 2021.
Una adaptación televisiva de la serie de anime producida por Maho Film, comercializada en inglés bajo el título Blue Miburo, se emitió en octubre de 2024 a marzo de 2025. Una segunda temporada se estrenará en enero de 2026.

## Argumento
La historia comienza en 1863, en Kioto. Chirinu Nio es un muchacho dócil y amable, dedicado a su familia, pero en el fondo arde con un ferviente deseo de justicia. Su turbulenta "primavera azul" (un modismo japonés que se refiere a la adolescencia) comienza cuando conoce a Hijikata Toshizō y Okita Sōji de los Miburo, un grupo de odiados rōnin. Movido por su puro y sincero deseo de cambiar el mundo, Nio se une a los Miburo (abreviatura de Mibu Rōshigumi, 壬生浪士組), uno de los grupos de espadachines más peligrosos, que al final se convertiría en el Shinsengumi.

## Personajes
Nio Chirinu (ちりぬ にお Chirinu Nio?)
 Seiyū: Shūichirō Umeda
Conoce a Hijikata y Okita y decide entrar en Miburo. Tiene un fuerte sentido de la justicia y es amable y honesto.
Hijikata Toshizō (土方 歳三?)
 Seiyū: Yōhei Azakami
Miembro de Miburo y la persona que invitó a Nio a unirse a ellos. Expresión rigurosa, apariencia bastante atractiva. Hábil en el manejo de la espada y en la intriga, es un hábil espadachín y estratega.
Okita Sōji (沖田 総司?)
 Seiyū: Kenshō Ono
Miembro de Miburo y experto en el manejo de la espada. De apariencia extremadamente delicada y atractiva. Un guerrero amable y gentil que siempre sonríe y solo quiere luchar contra los más fuertes.
Saitō Hajime (斎藤 はじめ?)
 Seiyū: Chiaki Kobayashi
Miembro de Miburo y uno de los tres lobos. Es bueno con la espada y es zurdo. Su verdadero nombre es Jirō ( )次郎じろう , y fue confiado a Kondō Isami por el Saitō Hajime de la "primera generación", quien lo crio y comenzó a llamarse a sí mismo "Saitō Hajime de la segunda generación".
Tarō Tanaka (田中 太郎?)
 Seiyū: Shun Horie
Tiene la misma edad que Nio, y fue encontrado y traído por Serizawa.
Serizawa Kamo (芹沢 鴨?)
 Seiyū: Ryōta Takeuchi
Miembro del Miburo. Ha estado asesinando y purgando a sus compañeros Roshigumi.
Isami Kondō (近藤 勇 Kondō Isami?)
 Seiyū: Tomokazu Sugita
Miembro del Miburo. Posee un carácter inocente y recto, pero su esgrima es una de las mejores del Mibu Rōshigumi.
Nagakura Shinpachi (永倉 新八?)
 Seiyū: Kenjirō Tsuda
Miembro del Miburo. El narrador de la historia es serio y educado.
Harada Sanosuke (原田 左之助?)
 Seiyū: Ryota Iwasaki
Yamanami Keisuke (山南 敬助?)
 Seiyū: Kengo Kawanishi
Todo Heisuke (藤堂 平助?)
 Seiyū: Kikunosuke Toya
Inoue Genzaburo (井上 源三郎?)
 Seiyū: Noriaki Sugiyama
Niimi Nishiki (新見 錦?)
 Seiyū: Yūichirō Umehara
Noguchi Kenji (野口 健司?)
 Seiyū: Tomohiro Ōno
Hirama Jusuke (平間 重助?)
 Seiyū: Yū Maeda
Hirayama Gorō (平山 五郎?)
 Seiyū: Kenji Nomura
Granny (婆ちゃん Bāchan?)
 Seiyū: Sayuri Sadaoka
Chirinu Iroha (ちりぬ いろは?)
 Seiyū: Yūko Natsuyoshi

## Contenido de la obra

### Manga
El manga fue escrito e ilustrado por Tsuyoshi Yasuda, Ao no Miburo comenzó en la revista de manga shōnen Weekly Shōnen Magazine de Kōdansha el 13 de octubre de 2021. Kōdansha ha recopilado sus capítulos en volúmenes tankōbon individuales. El primer volumen se publicó el 17 de febrero de 2022. Al 16 de febrero de 2024, se publicaron doce volúmenes.

### Anime
En septiembre de 2023, se anunció que el manga recibiría una adaptación de serie de televisión de anime. Está producida por Maho Film y dirigida por Kumiko Habara, con guiones escritos por Kenta Ihara, diseños de personajes a cargo de Yūko Ōba y Miyako Nishida, y música compuesta por Yuki Hayashi. La serie se estrenó el 19 de octubre de 2024 en ytv, Nippon TV y otras estaciones afiliadas a NNS y se emitirá durante dos cursos consecutivos. El primer tema de apertura es "Ao", interpretado por SPYAIR, mientras que el primer tema de cierre es "Unbreakable", interpretado por The Jet Boy Bangerz. El segundo tema de apertura es "Ookami", interpretado por Umeda Cypher, mientras que el segundo tema de cierre es "Fragment", interpretado por Osage. Crunchyroll obtuvo la licencia de la serie en América del Norte, América Latina, Australia, Nueva Zelanda y Reino Unido.
Tras la emisión del episodio final se ha anunciado una segunda temporada. Se estrenará en enero de 2026.